# Gynodiastylis polita
Gynodiastylis polita är en kräftdjursart som beskrevs av Hale 1946. Gynodiastylis polita ingår i släktet Gynodiastylis och familjen Gynodiastylidae. Inga underarter finns listade i Catalogue of Life.